# Heliococcus glacialis
Heliococcus glacialis är en insektsart som först beskrevs av Robert Newstead 1900.  Heliococcus glacialis ingår i släktet Heliococcus och familjen ullsköldlöss. Inga underarter finns listade i Catalogue of Life.